# Ölmühle Groß-Gerau-Bremen

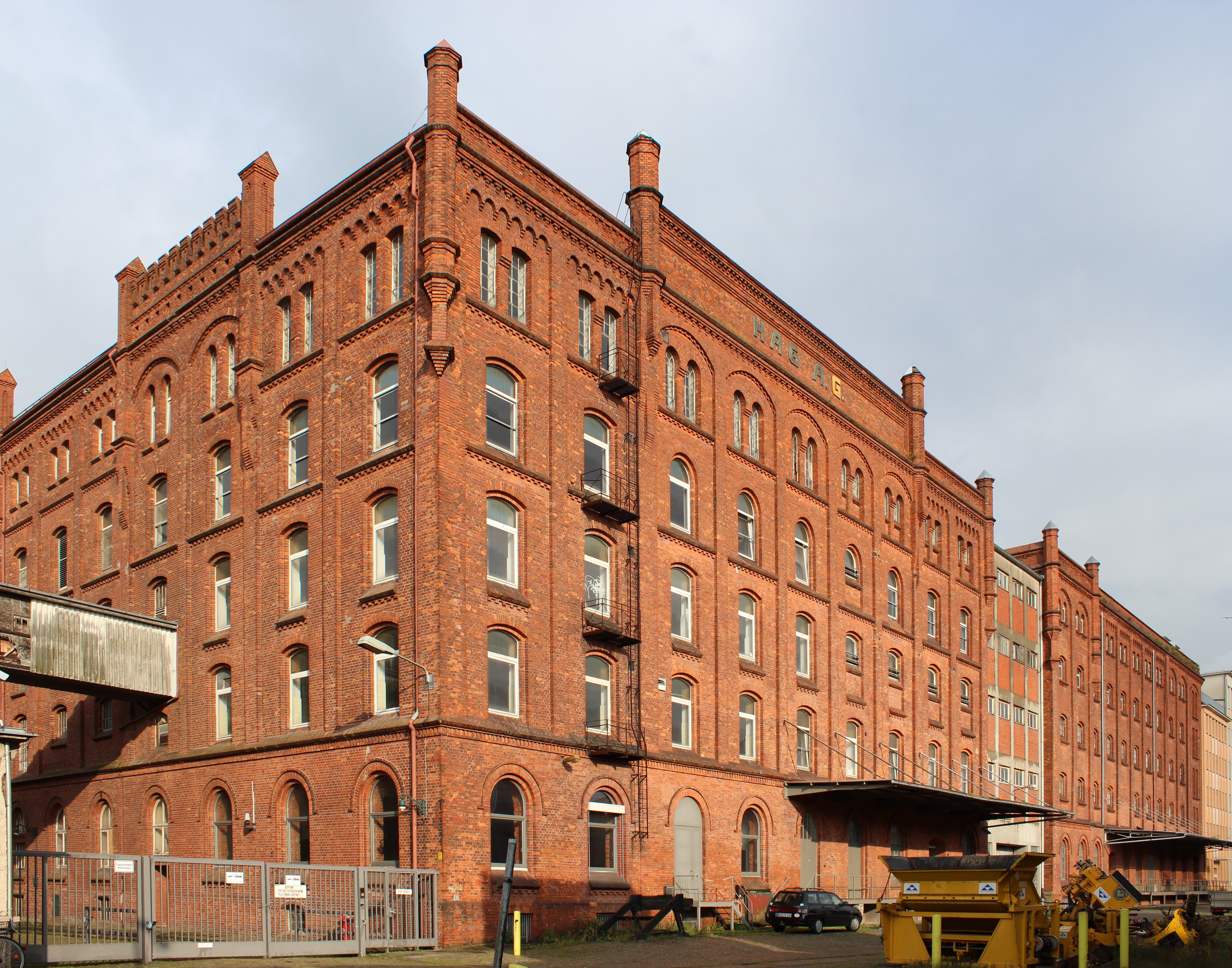
Frühere Ölmühle Groß-Gerau-Bremen, später Kaffee-HAG-Werk II

Die Ölmühle Groß-Gerau-Bremen ist ein Gebäudekomplex am Bremer Holz- und Fabrikenhafen. Die Bauten liegen im Ortsteil Überseestadt des Stadtteils Walle und sind heute ein Bremer Denkmal. Sie wurden Ende des 19. und Anfang des 20. Jahrhunderts zum Betrieb einer Ölmühle errichtet und später vom benachbarten Unternehmen Kaffee Hag unter der Bezeichnung Kaffee-HAG-Werk II zur Herstellung des Kakaoprodukts Kaba genutzt.

## Beschreibung

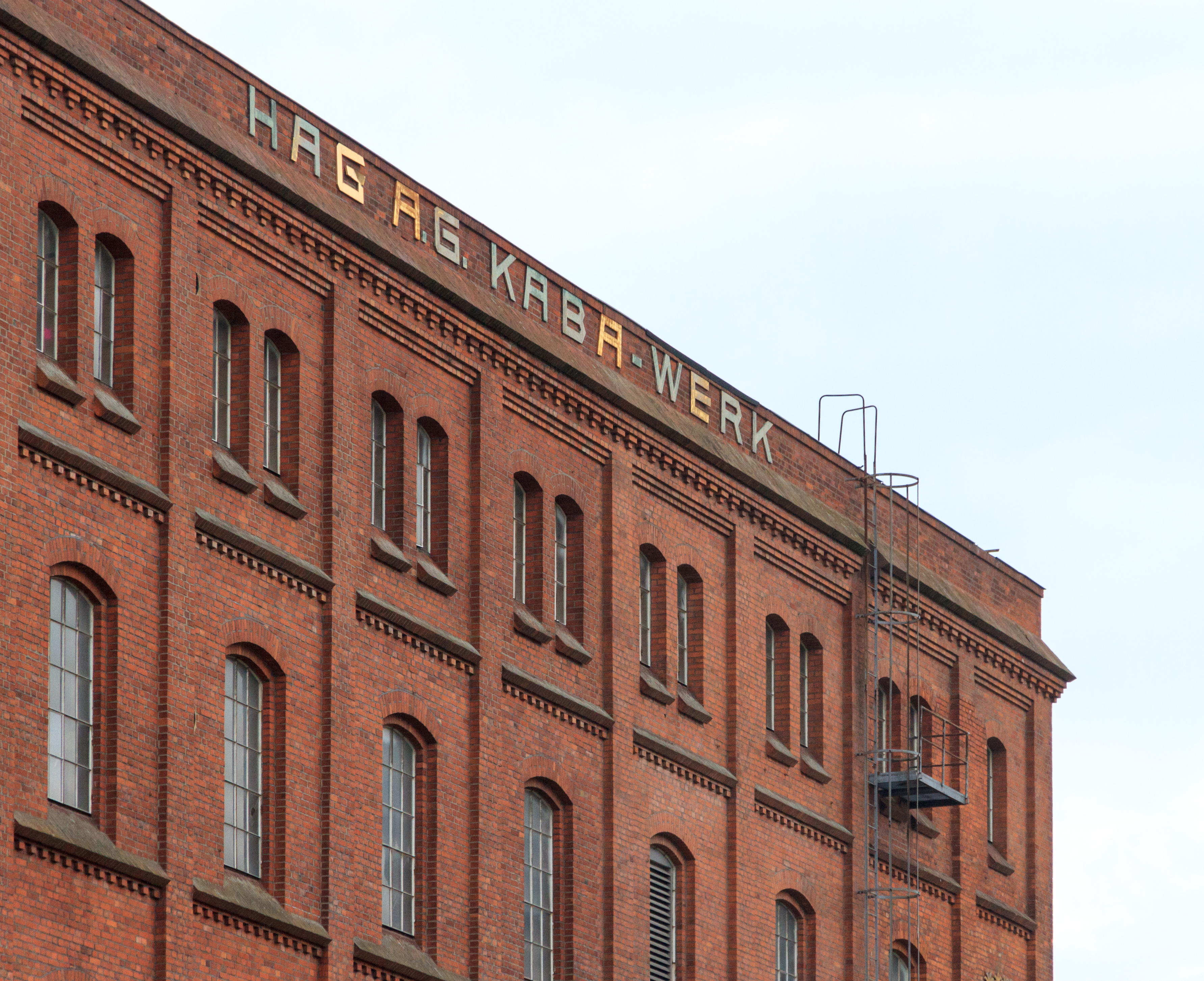
Kaba-Produktion im Kaffee-HAG-Werk II in Bremen

Zu dem in ursprünglicher Form erhalten gebliebenen Gebäudebestand der früheren Ölmühle gehören im Wesentlichen zwei fünfgeschossige Speicherbauten (Speicher I und II) und das Maschinenhaus aus dem Jahr 1899. Die mit der Front zum Hafenbecken stehenden Speicherbauten wurden in den Jahren 1906 und 1912 nach Plänen des Bremer Industriearchitekturbüros Hildebrand & Günthel errichtet. Während das Innere der Speicherbauten in der damals neuartigen Eisenbeton-Skelettbauweise entstand, zeigen die Außenwände noch die historisierende Backstein-Fabrikarchitektur der Jahrhundertwende. Der Gebäudekomplex war an das Gleisnetz der Bremischen Hafeneisenbahn angebunden.

## Geschichte
Bauherr der Ölmühle war die Oelfabrik Groß-Gerau-Bremen, die in den 1860er Jahren in Groß-Gerau unter der Firma Schönenberg & Co. gegründet und 1882 zur Aktiengesellschaft Oelfabrik Groß-Gerau vorm. Schoenenberg & Co. umgewandelt wurde. Die Bremer Ölmühle wurde im Sommer 1896 als Zweigwerk eröffnet. Sie stellte Produkte aus Palmkernen und Kokosnüssen her. Eine weitere Fabrik für die „Fabrikation technischer Oele, vorzugsweise Ricinus- und Cocosöl“ befand sich 1896 im Bau. 1906 wurde die Produktion durch einen Großbrand beeinträchtigt.
Später war die Bremer Oelmühle das Hauptwerk des Unternehmens, das seinen Sitz nach Bremen verlagerte. Das Stammwerk in Groß-Gerau wurde 1922 an die benachbarte Helvetia Konservenfabrik Groß-Gerau AG verkauft. Dabei wurden sämtliche in Groß-Gerau gelegenen Grundstücke, Gebäude, Gleisanlagen, sowie die gesamten Maschinen, Apparate und Einrichtungen, soweit sie nicht unmittelbar der Oelfabrikation gedient haben, erworben. Der Kaufpreis lag bei 4 Mio. Mark.
Spätestens 1925 firmierte das Unternehmen als Ölfabrik Groß-Gerau-Bremen. In der Weltwirtschaftskrise wurde die Ölmühle stillgelegt, das Unternehmen bestand jedoch zunächst weiter. Der Kaffeekonzern Hag nahm 1929 in dem ihrem Hauptwerk benachbarten Gebäudekomplex der Ölmühle die Herstellung des Kakaoprodukts Kaba auf.